# AIDS Reviews
AIDS Reviews (abgekürzt AIDS Rev.) ist eine wissenschaftliche Fachzeitschrift, die vom Permanyer-Verlag veröffentlicht wird. Die Zeitschrift erscheint derzeit viermal im Jahr. Es werden Übersichtsarbeiten veröffentlicht, die sich mit den verschiedenen Aspekten von HIV und AIDS beschäftigen.
Der Impact Factor lag im Jahr 2014 bei 3,787. Nach der Statistik des ISI Web of Knowledge wird das Journal mit diesem Impact Factor in der Kategorie Infektionskrankheiten an 22. Stelle von 78 Zeitschriften und in der Kategorie Immunologie an 46. Stelle von 148 Zeitschriften geführt.